# 祠山王

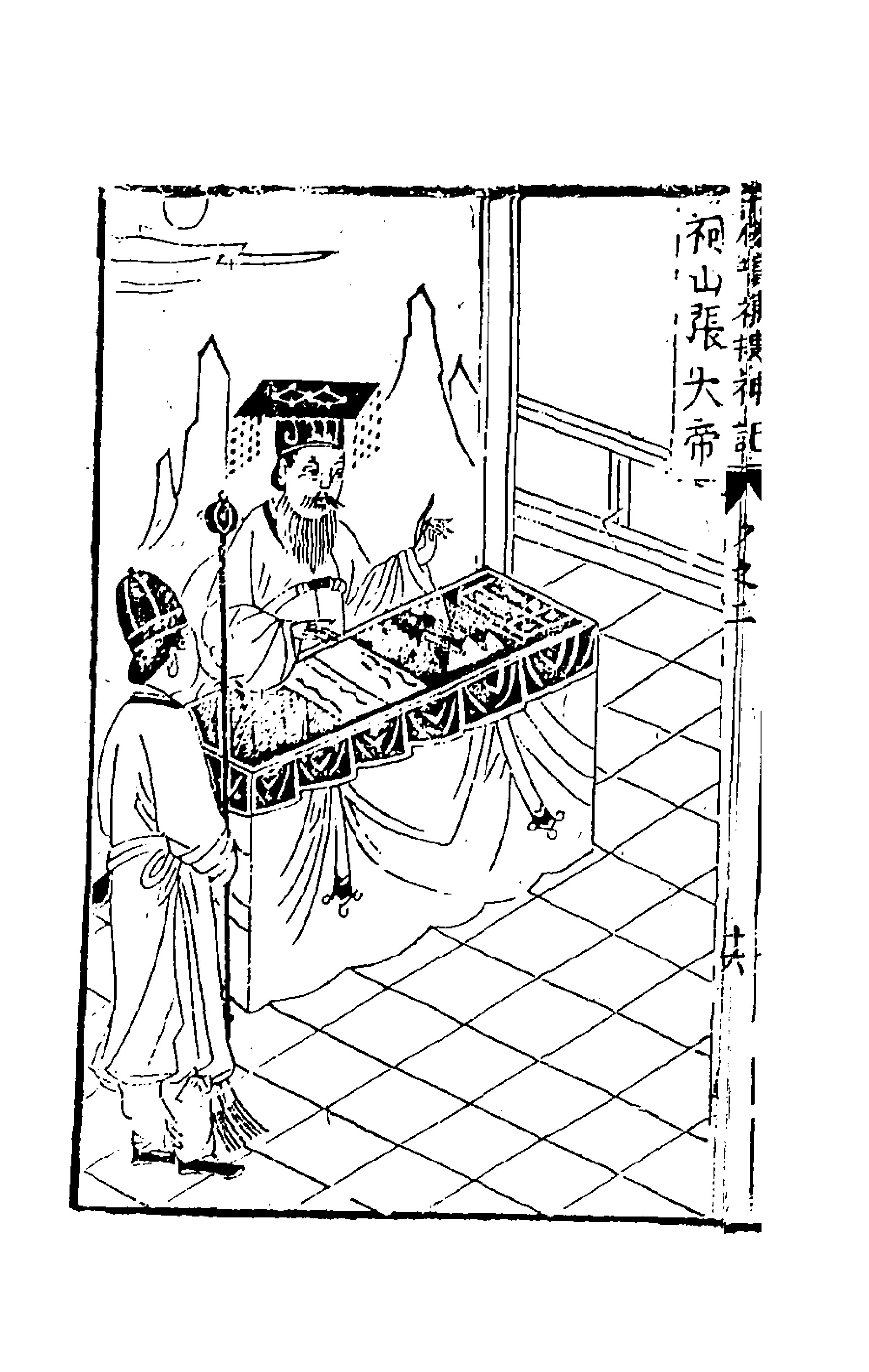
祠山大帝

祠山王，又稱祠山大帝，名喚張渤，字伯奇，故又稱張王爺。是安徽廣德的祠山山神，為中國江浙一帶的知名神祇。通說為夏禹時人，一說漢朝人。

## 生平
相傳祠山王之父張秉在吳中治水有功，獲得仙女青睞，說：「上帝以君家有功於吳，當世世血食於吳楚之地。」並且嫁給了他，二月初八日生下張渤，張渤為仙女之子，本有法術，成年後，隨著父親治水，引苕、霅之水至廣德，但因為治水動用民工太多，張渤於心不忍，役使鬼神工作，卻仍舊無法成功，張渤急躁，於是自己化身為「豨龍」（龍首的豬）繼續挖土，卻遭到他妻子發覺，法術再也不靈驗了，化為原形的張渤，就只好在安徽廣德的祠山上隱居，偶爾繼續幫忙治水，死後被奉為山神、水神。佛家視之為伽藍神，傳至日本。唐朝天宝年間祷雨感應，追贈「水部員外郎」，宋代咸淳二年十二月十二日、加封「正佑聖烈昭德昌福真君」。
明太祖在雞鳴山建「祠山廣惠廟」，每年二月十八日遣南京太常寺官祭之，為「南京十五廟」之一。自二月初八日起，至二月十一日止，更會舉行為期三天的祠山廟會，因張王曾經化身為「豨龍」，故不能以豬肉祭拜，民眾皆以牛肉祭之，廣德人稱之為埋藏。後各官員以牛隻為天子祭祀使用之犧牲，加上農民耕作皆仰賴牛隻，因而明令禁止，遂改以其他犧牲替代。

## 資料來源
- 張瓊英纂、陳驤等修，《道光鄱陽縣志》
- 洪興祖，《顏真卿橫山廟碑》
- 田藝蘅，《留青日札》
- 周密，《武林舊事》
- 林堯俞、俞汝楫等，《禮部志稿》
- 王日楨，《咸豐南潯鎮志》
- 佚名，《日本建長開山大覺禪師蘭溪和尚行狀》
- 徐道、程毓奇等，《歷代神仙通鑑》
- 佚名，《三教源流搜神大全》
- 李東陽，《大明會典》
- 吳自牧，《夢粱錄》
- 周廣業纂、胡文銓等修，《乾隆廣德州志》
- 黃震，《黃氏日抄》
- 楊傑，《無為集》